# 弗賴施塔特
弗賴施塔特（德語：Freistadt，德語發音：[ˈfʁaɪ̯ˌʃtat] ⓘ）是奧地利上奧地利州的市镇，位於該國東北部，距離首府林茨40公里，面積12.88平方公里，海拔高度560米，2012年人口7,468。

弗賴施塔特 - Freistadt
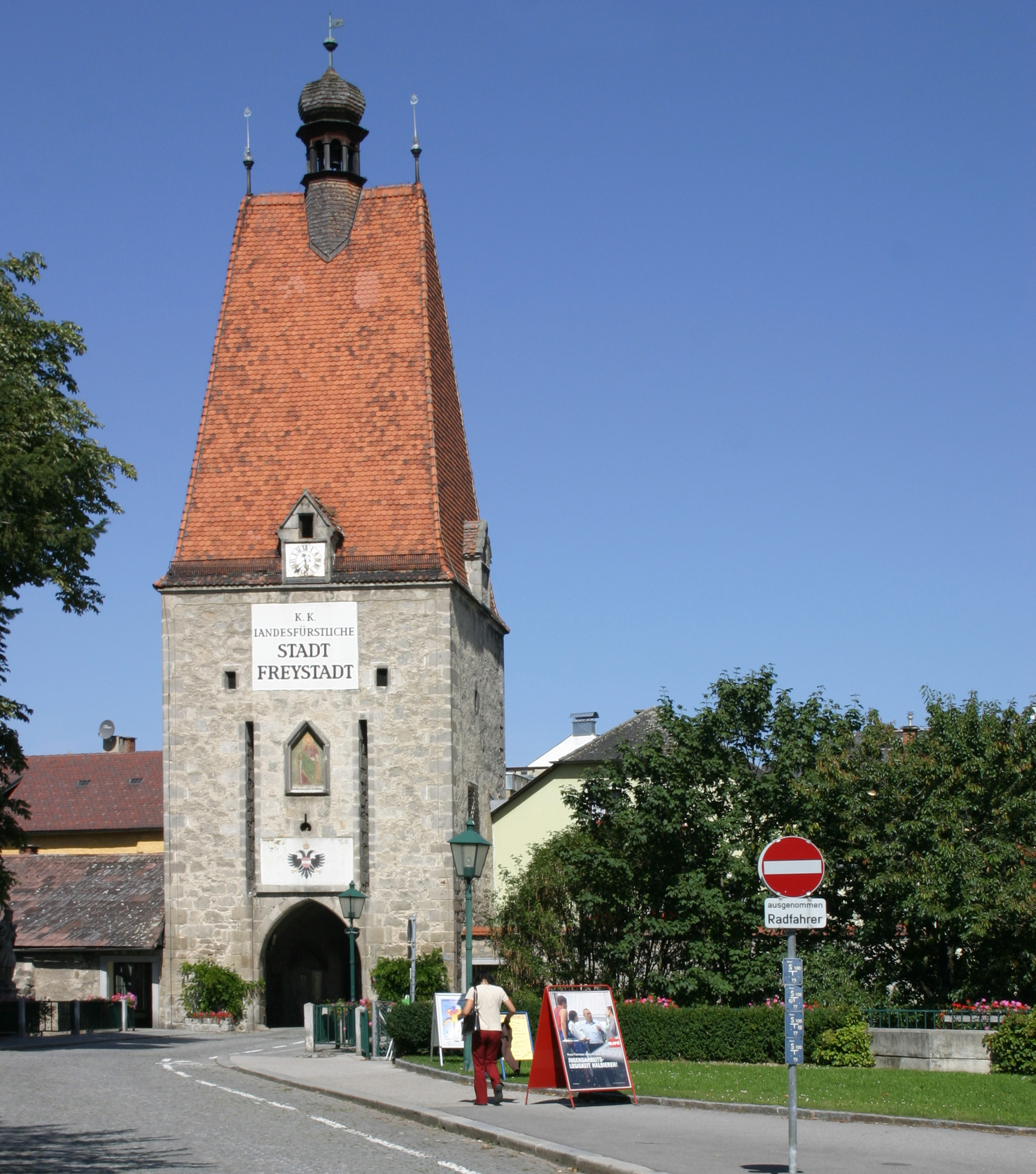
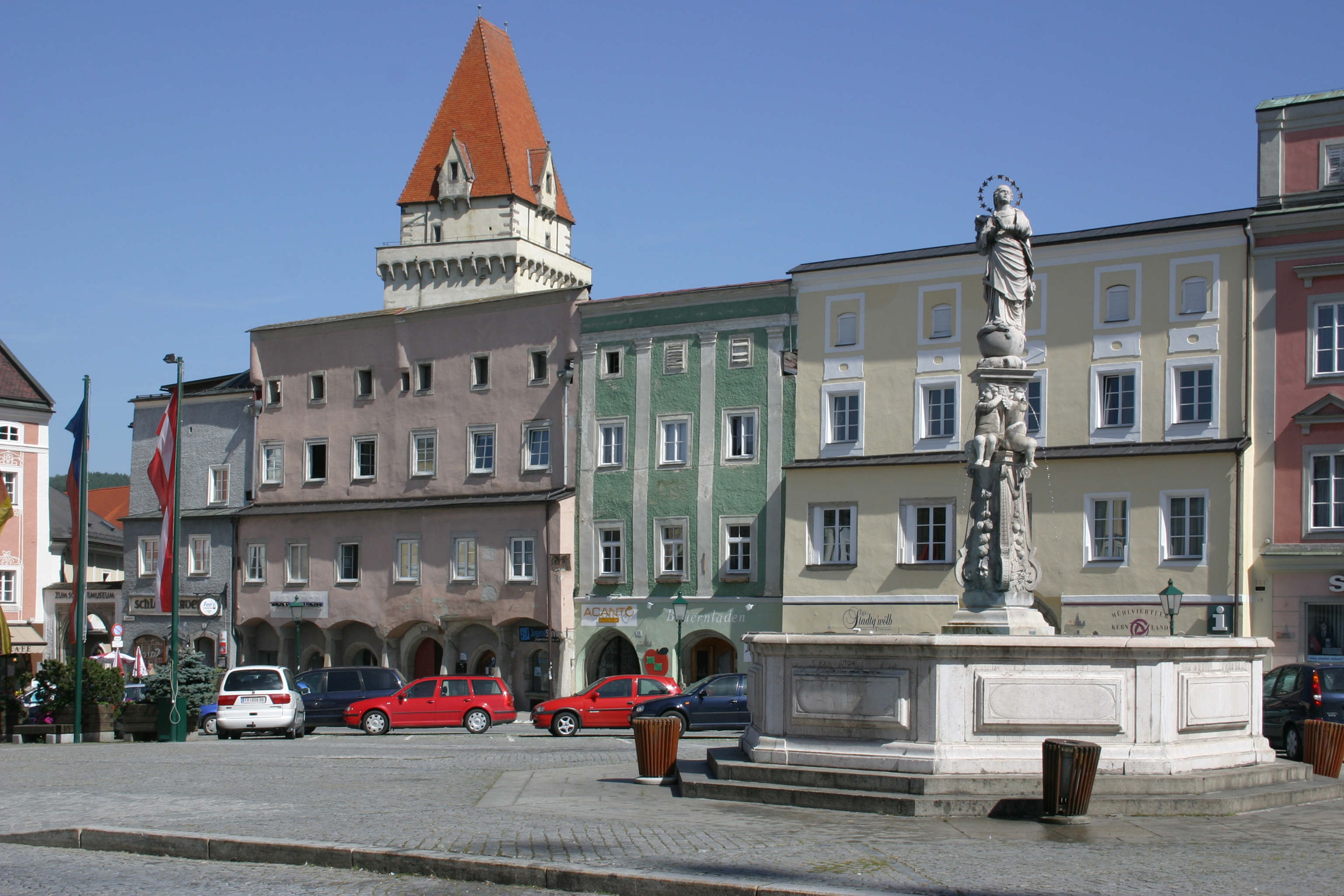
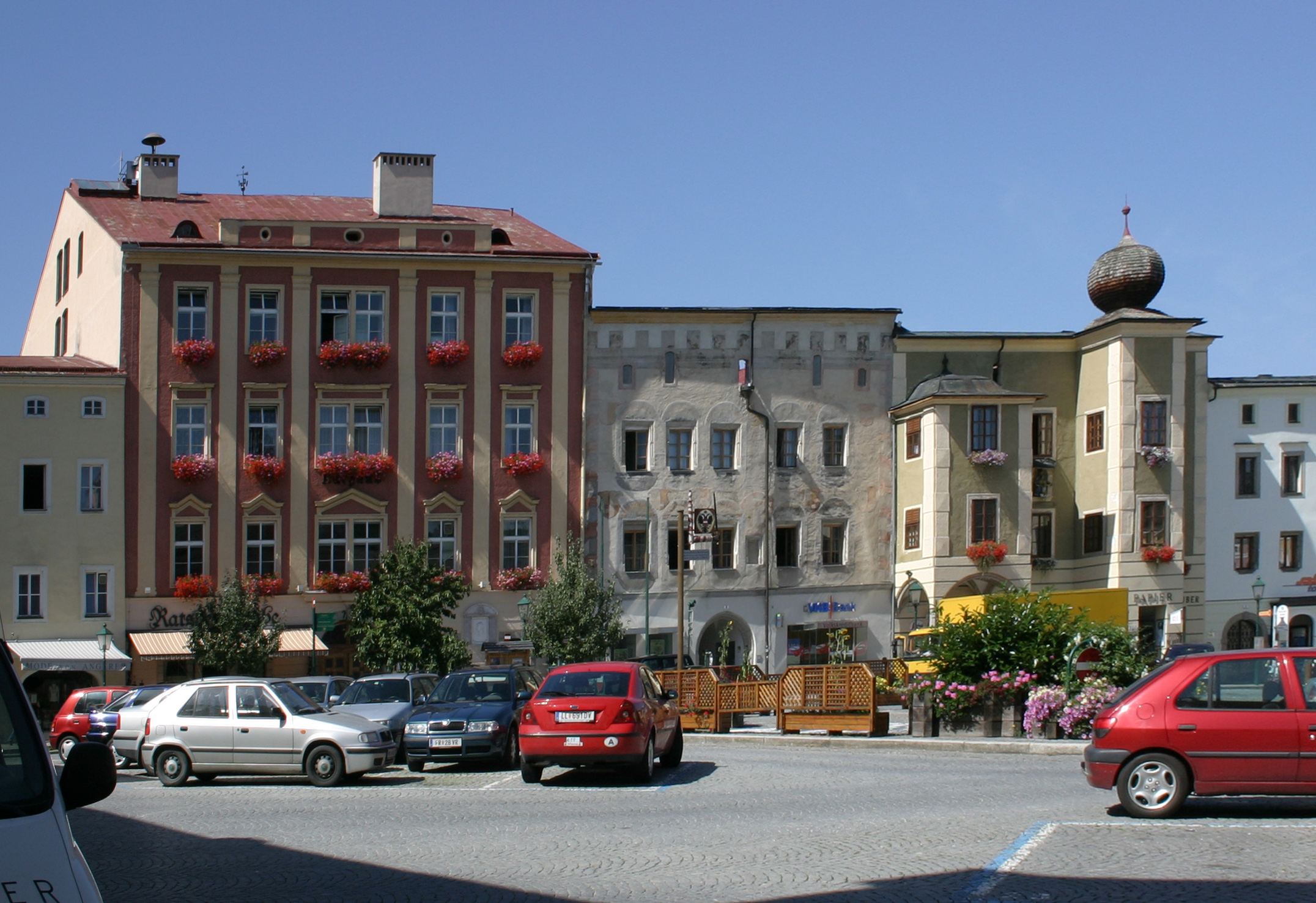
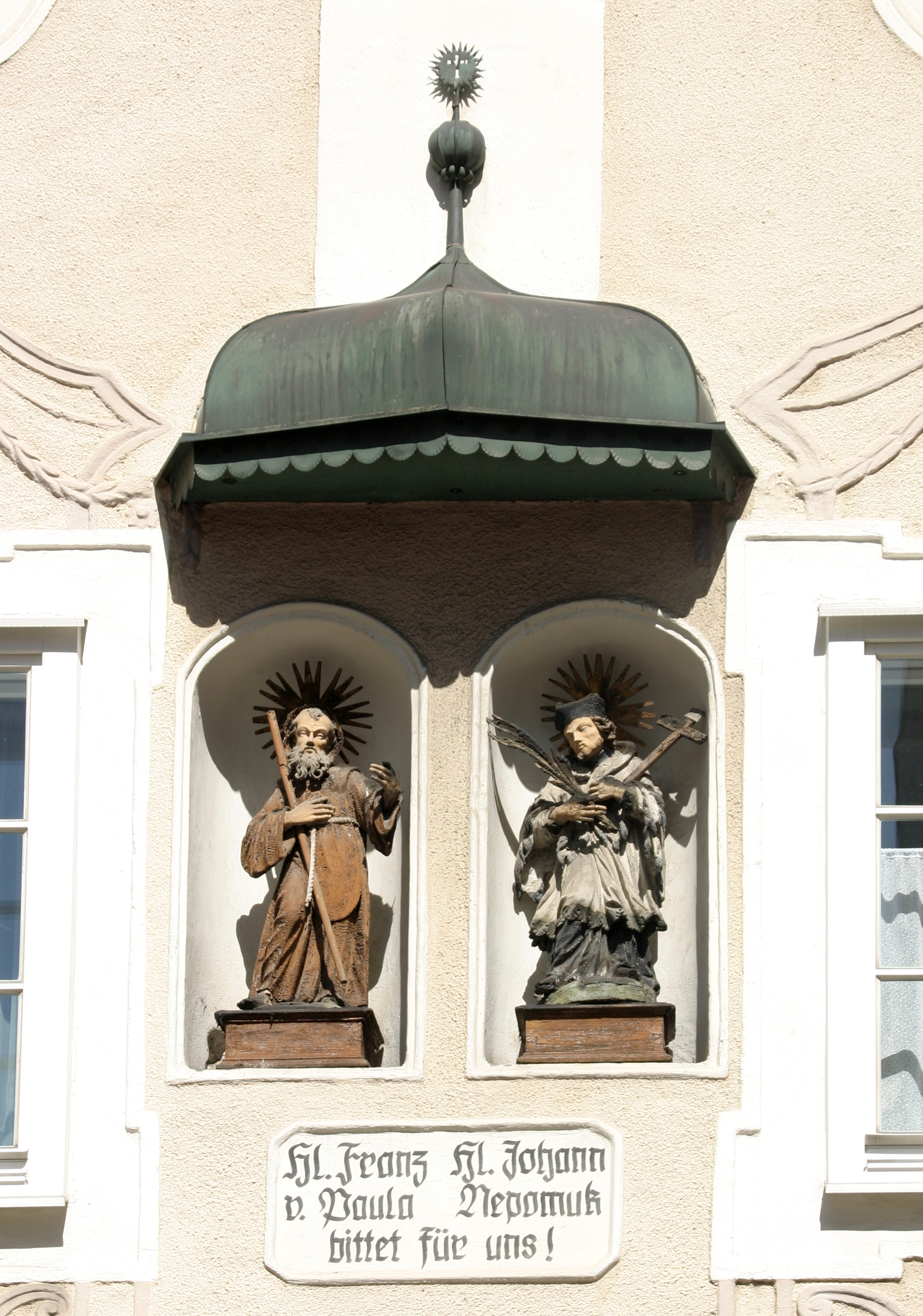
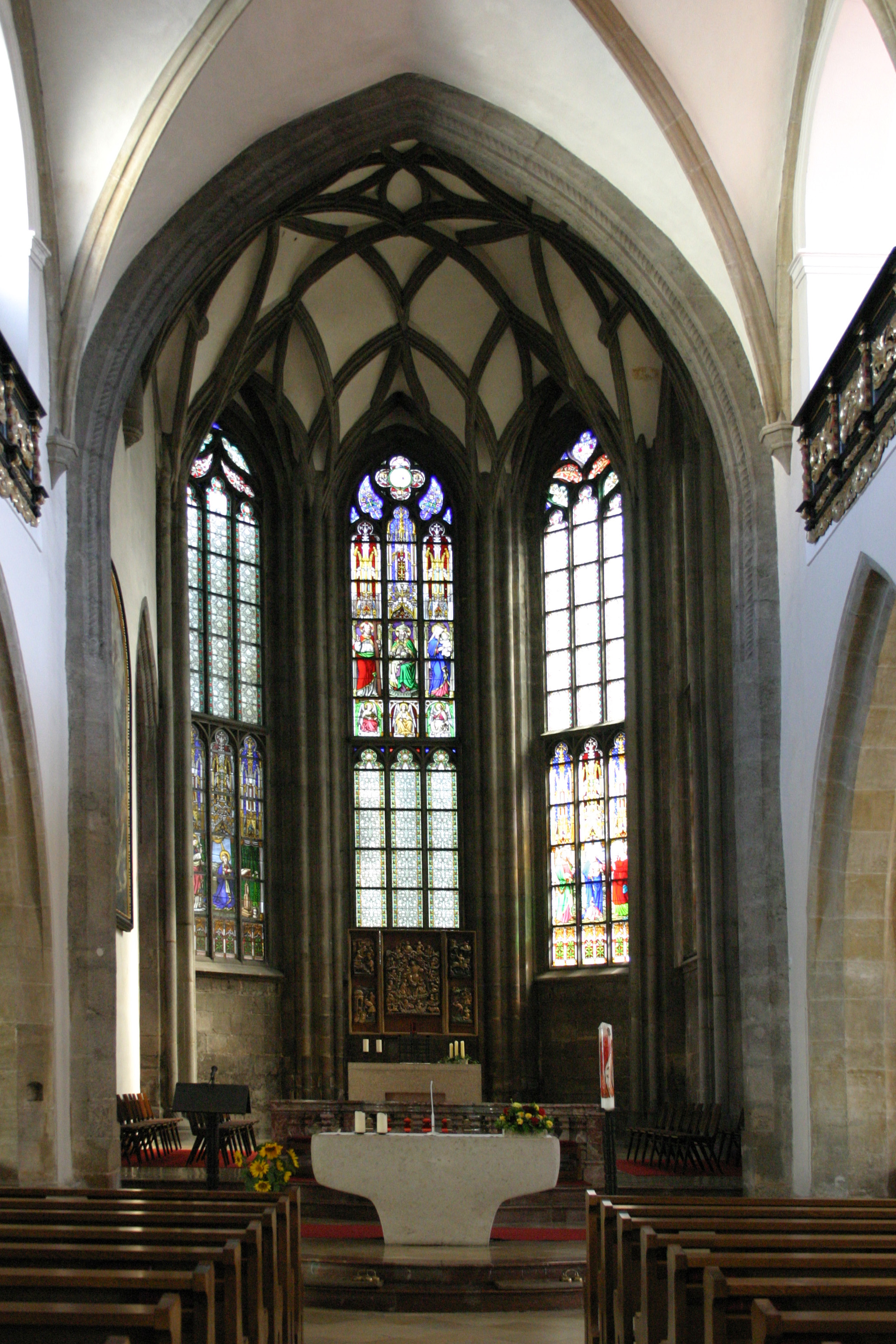
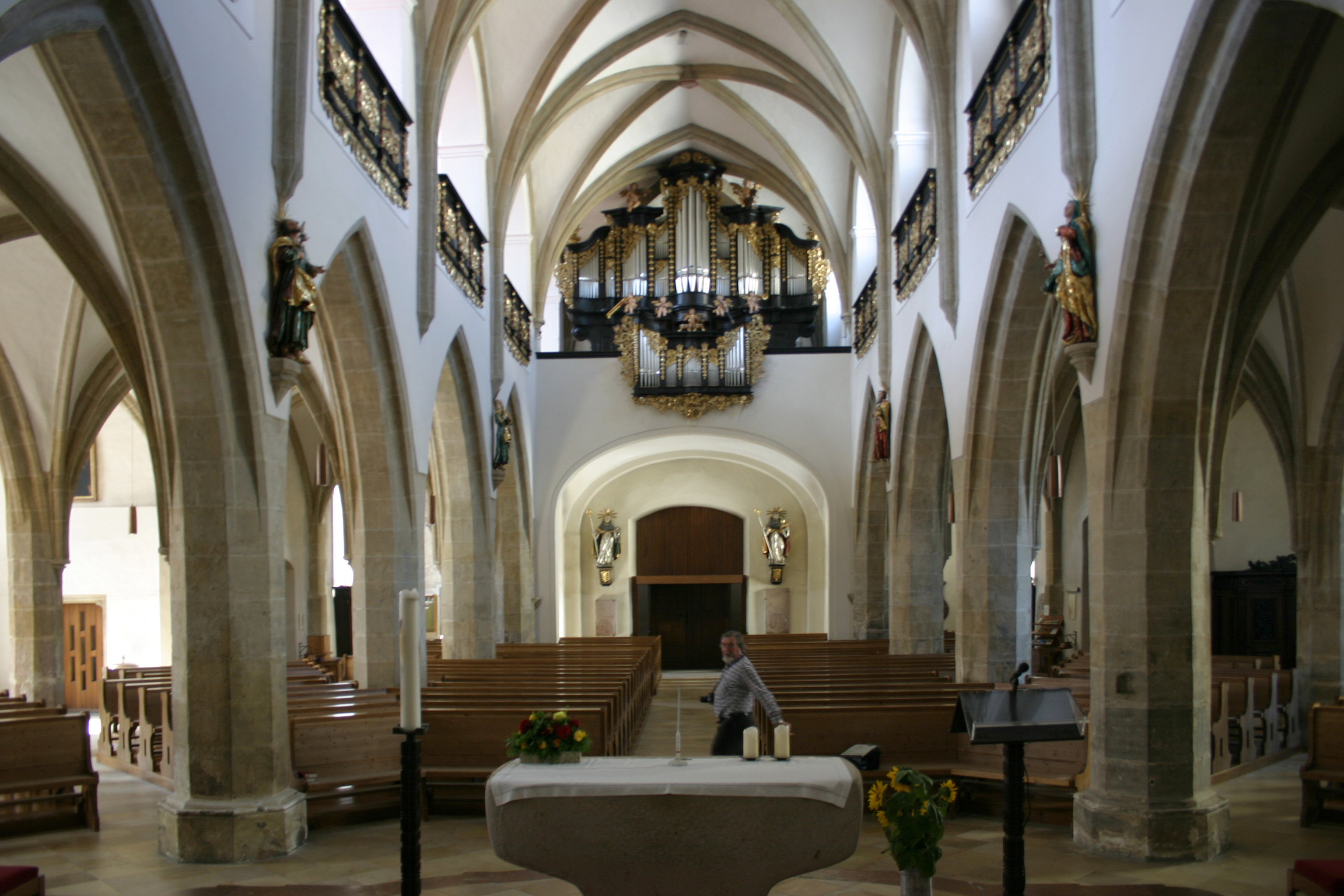
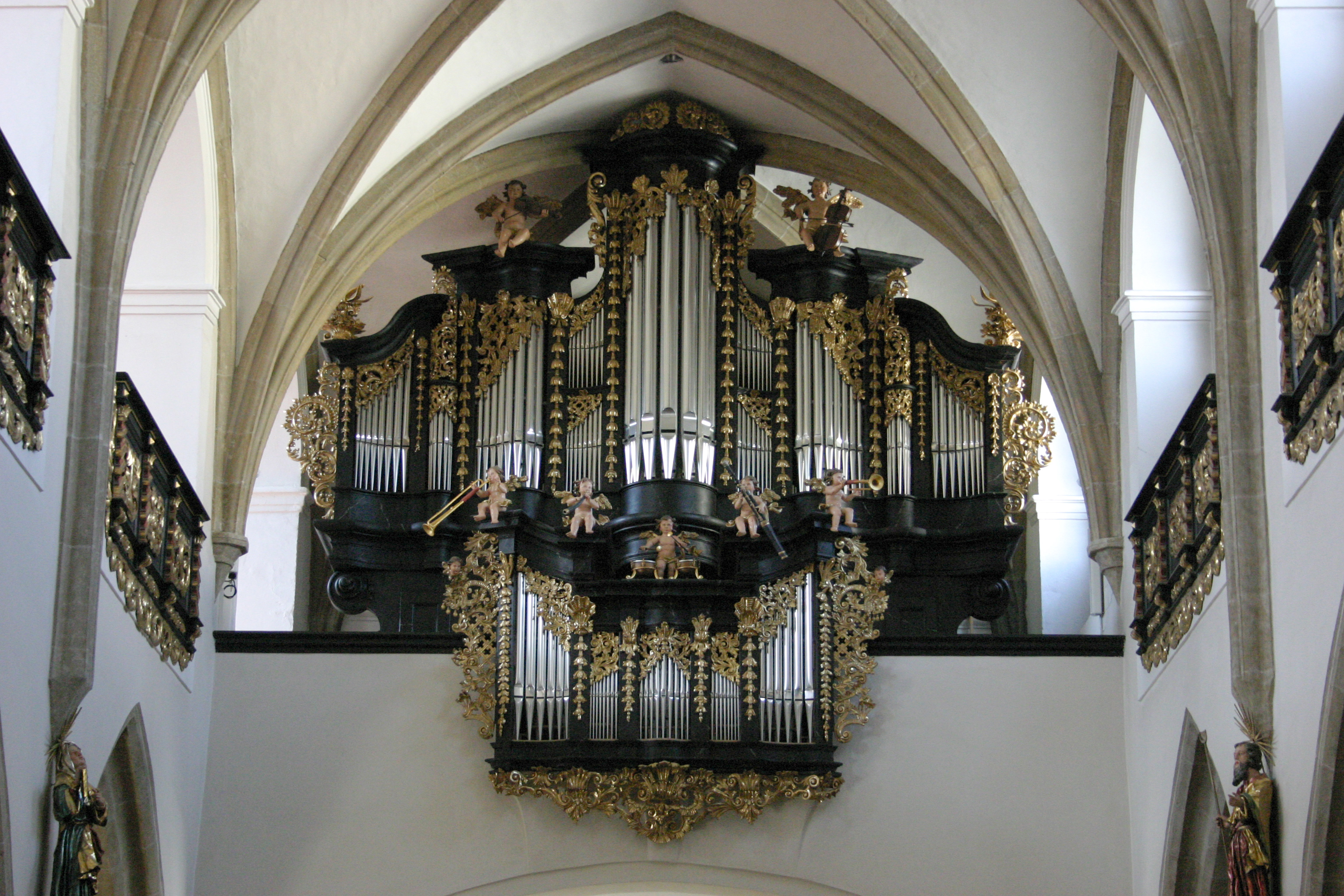
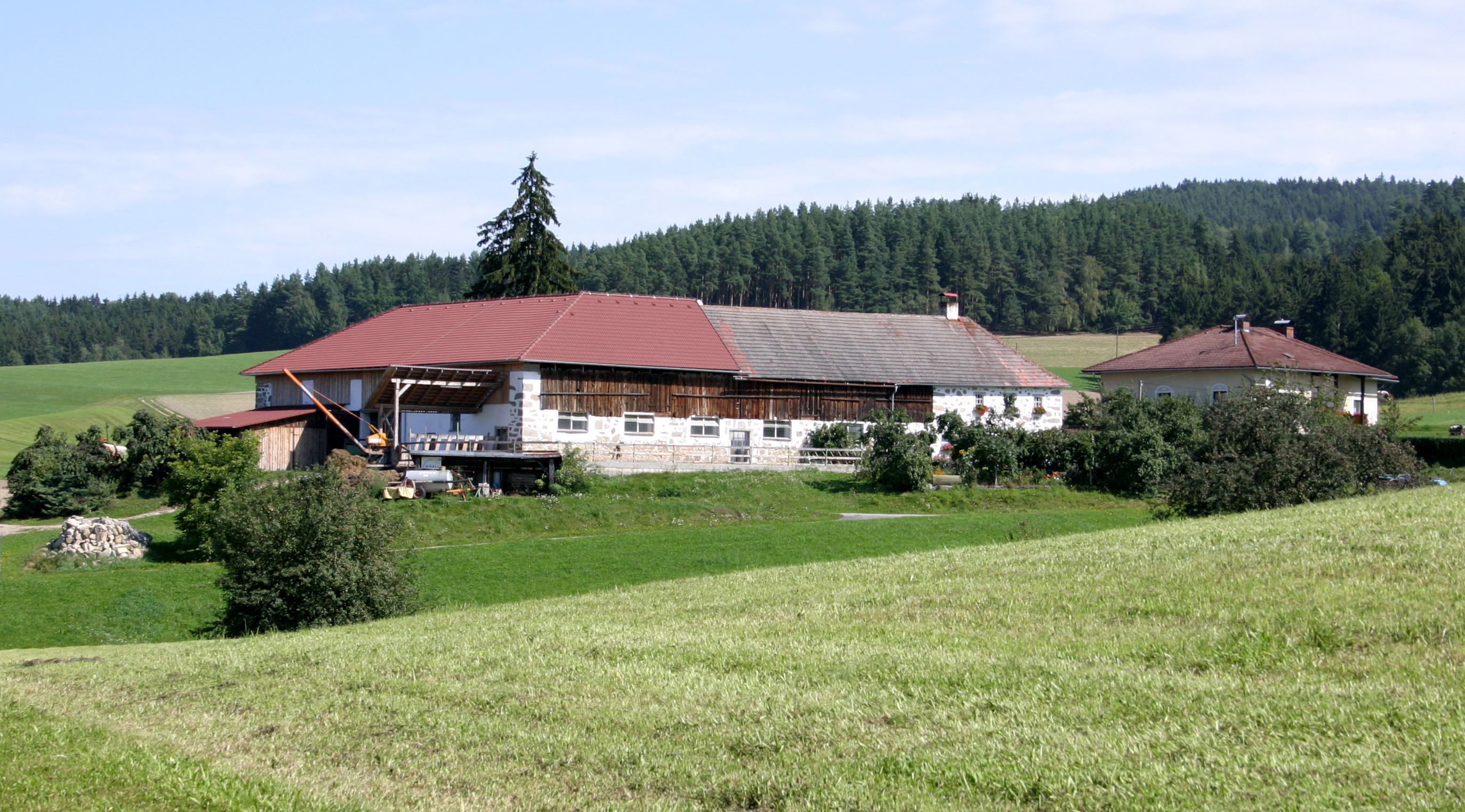

## 外部連結
- Official Webpage of Freistadt (German only) （页面存档备份，存于）
- Tourist Information （页面存档备份，存于）